# 三岔站
三岔站位于中国四川省成都市简阳市三岔街道板桥村，是成都地铁18号线的一座车站，于2020年9月27日启用。19号线于2023年11月28日开始停靠本站。

## 车站结构

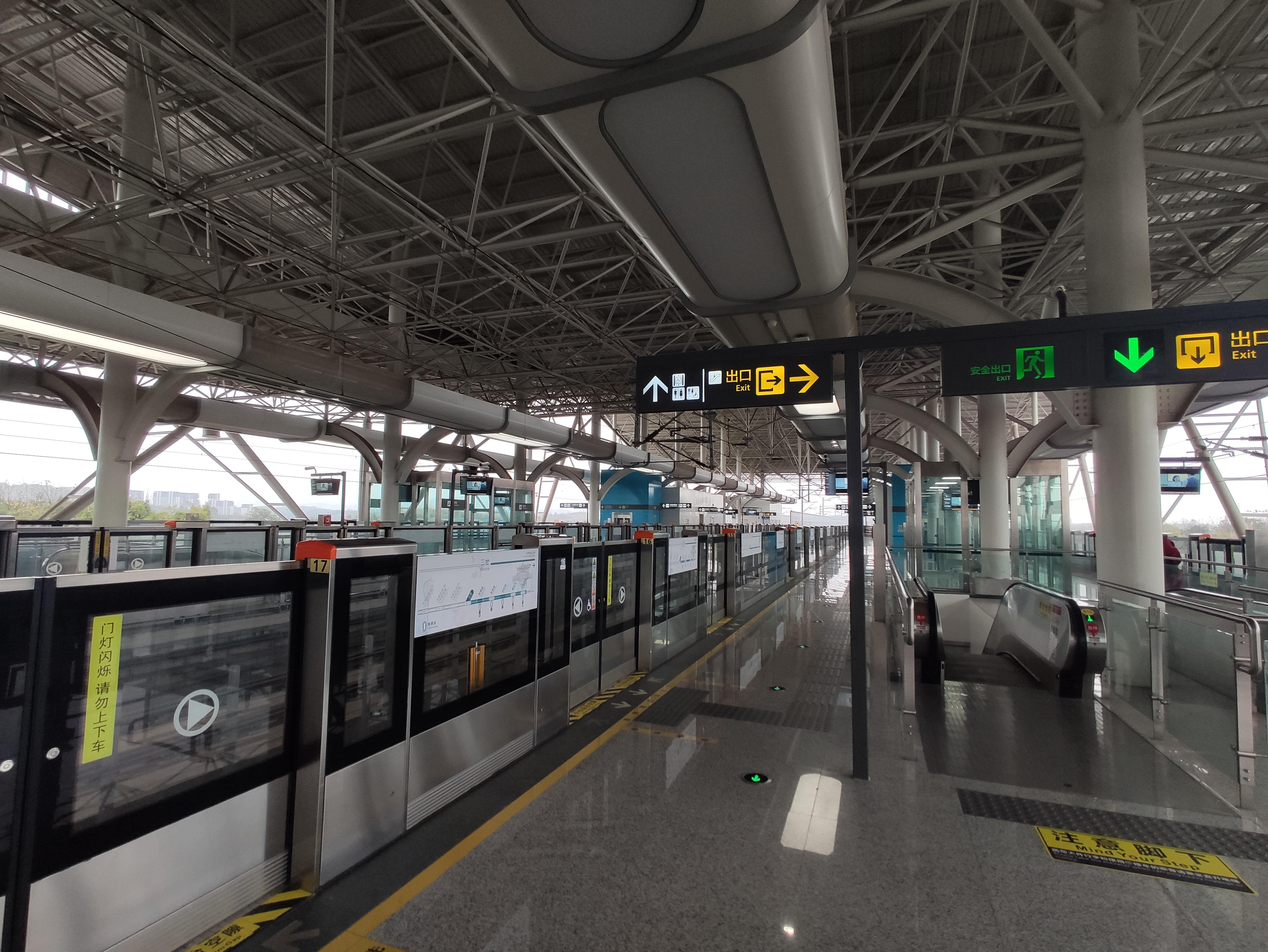
三岔站中间轨道用于直达车越行通过

三岔站为地上二层双岛式站台高架车站，站台层采用开放式设计，设置半高屏蔽门。
2021年6月27日至2023年5月31日，18号线开行快线，快线在本站中间站台停车，普线在外侧站台停车，可进行快线与普线车次之间的同台换乘及緩急接續；2023年6月1日起，18号线取消快线，开行直达车，本站仅停靠普线车次，中间站台停用，中间轨道仅供直达车越行通过；2023年11月28日，19号线二期工程开通，19号线共线运营车次在外侧站台停车，同时19号线直达车使用中间轨道通过本站。
| 地上二层            | 站台 | \| \| \| 19号线普通车往金星[註 1]（天府站） 18号线普通车往火车南站（天府站） \| \| 島式 · 開左邊车门 · - 等候室 - 无障碍卫生间 \| \| \| \| \| \| 18号线直达车上行通过路轨 19号线[註 1]直达车上行通过路轨 \| \| \| \| 19号线[註 1]直达车下行通过路轨 18号线直达车下行通过路轨 \| \| 島式 · 開左邊车门 · - 等候室 - 无障碍卫生间 \| \| \| \| \| \| 18号线普通车往天府机场北（福田） 19号线普通车往天府机场北[註 1]（福田） \| |
| 地面                | 站厅 | 出口A – C 自助购票 客服中心 男卫生间 女卫生间 无障碍卫生间 |
|                     |      | 19号线普通车往金星（天府站） 18号线普通车往火车南站（天府站） |
| 島式 · 開左邊车门 · |      | |
|                     |      | 18号线直达车上行通过路轨 19号线直达车上行通过路轨 |
|                     |      | 19号线直达车下行通过路轨 18号线直达车下行通过路轨 |
| 島式 · 開左邊车门 · |      | |
|                     |      | 18号线普通车往天府机场北（福田） 19号线普通车往天府机场北（福田） |

## 内装与公共艺术
三岔站设计构思以车站所处的三岔湖优美的自然环境出发，整体形态模拟山的形态，采用挑檐、镂空的外立面、开放式顶棚。

## 出入口
本站目前开放3个出入口。
|          |                                                                       |      |  |
| 编号     | 指示                                                                  | 照片 |  |
|          | 机场南线、东新大道                                                    |      |  |
| 出口 · B | 汇流南路、公园大街、林栖大道、东新大道                                |      |  |
| 出口 · C | 汇流南路、公园大街、林栖大道、林栖后街、驻车换乘（P+R）停车场、安顺街 |      |  |

## 接驳交通

### 公交
- 地铁三岔站：东11路、东12路、东13路、东14路、东23路

## 历史
- 2020年9月27日，18号线开通，车站启用。
- 2021年6月27日，18号线开行快线，本站上一站为海昌路，下一站为天府机场1号2号航站楼。
- 2023年6月1日，18号线取消快线，本站不再停靠快车。
- 2023年11月28日，19号线共线运营车次开始停靠本站。